# Hina-Opu-Hala-Koa
Hina-Opu-Hala-Koa är skaldjurens gudinna inom Hawaiis mytologi. 